# سيديكوراي دي سوزا
سيديكوراي دي سوزا (بالبرتغالية: Sidiclei de Souza‏) (13 مايو 1972 في كاسكافل في البرازيل – )؛ هو لاعب كرة قدم سابق كان يلعب كمدافع.

## وصلات خارجية
- سيديكوراي دي سوزا على موقع رابطة كرة القدم اليابانية للمحترفين (اليابانية)
- سيديكوراي دي سوزا على موقع قاعدة بيانات كرة القدم.إي يو (الإنجليزية)
- سيديكوراي دي سوزا على موقع Soccerway.com (الإنجليزية)
- سيديكوراي دي سوزا على موقع عالم كرة القدم.نت (الإنجليزية)